# Hohe Munde
Hohe Munde je hora na východním okraji pohoří Mieminger Kette v Tyrolsku. Skládá se ze západního vrcholu 2662 m vysokého a z 2592 m vysokého východního vrcholu, nazývaného také Mundekopf.

## Poloha
Hohe Munde se tyčí severně od městečka Telfs, které leží v údolí řeky Inn (Inntal). Východně se rozkládá náhorní plošina Seefelder Plateau s vesničkou Moos, částí obce Leutasch. Na severu ji od pohoří Wetterstein odděluje údolí Gaistal. Západně, za sedlem Niedere Munde (2059 m) pokračuje Mieminger Kette 2469 m vysokou horou Karkopf a 2719 m vysokou horou Hochwand.

## Výstupy

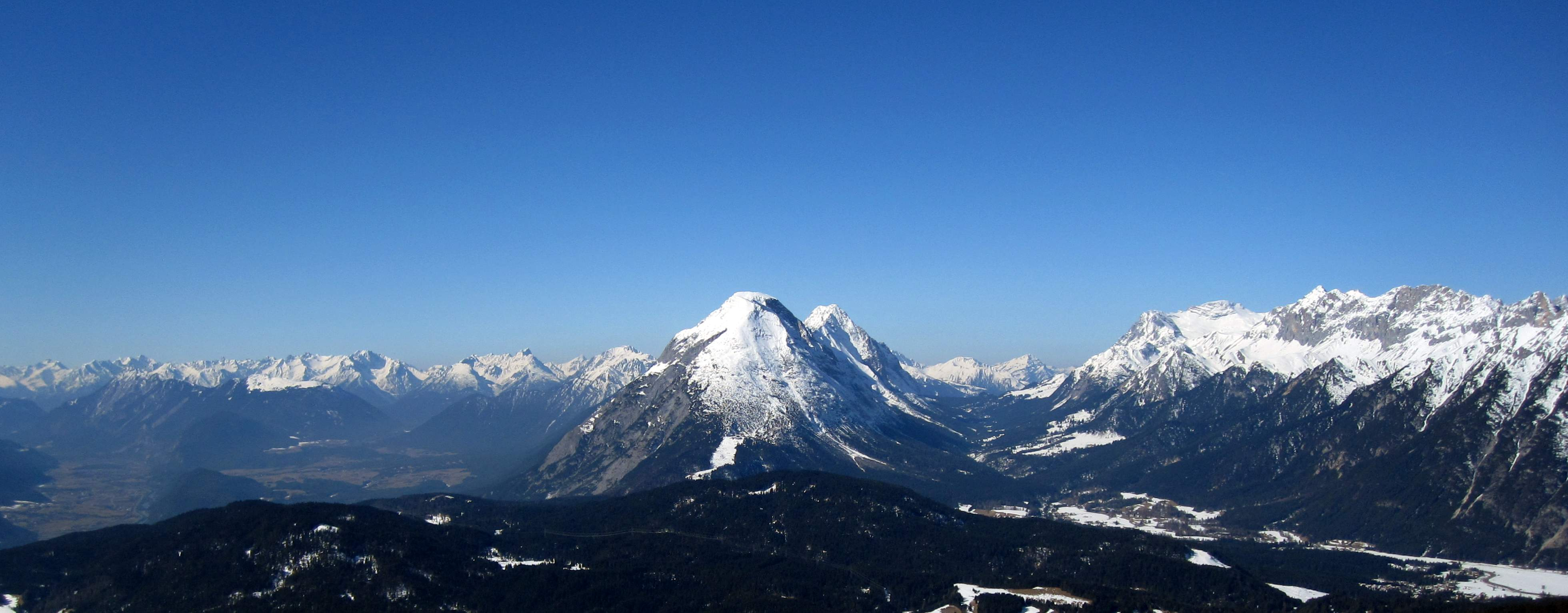
Inntal, náhorní plošina Mieminger Plateau, pohoří Mieminger Gebirge s horami Hohe Munde a Hochwand, údolí Gaistal (v pozadí: Gartnerwand a Thaneller), pohoří Wetterstein z pohledu od Seefelder Joch

Na vrchol vede snadná horská túra z Moosu přes Rauthhütte (1605 m).Vyžaduje ale dobrou kondici, lanovka od Leutasch-Moos k Rauthhütte již není v provozu. Po lavinové zimě v roce 1999 se od roku 2005 budovaly na východních svazích Mundekopf nákladné lavinové bariéry jako ochrana oblasti Telf – Sagl. Dokončeny byly v srpnu 2014.
Pro zkušené a jisté horolezce je možné na Hohe Munde vystoupat také z Telfs. Ve Straßbergu odbočkou k sedlu Niedere Munde a přes Westgrat. Stupnice obtížnosti I, podle UIAA. Cesta je částečně zajištěna.
Severními i jižními stěnami pod západním a východním vrcholem vede několik částečně obtížných horolezeckých cest
Na jaře bývá možná také lyžařská túra přes strmou východní stěnu (stoupání až 45 stupňů). K tomu jsou však zapotřebí bezpečné sněhové podmínky a je nutné vyrazit velmi brzo ráno.

## Touristické otevření
První krátkou zprávu o výstupu na Hohe Munde uveřejnil Andrä Sauter, bratr lékaře a botanika Antona Sautera a tehdy lesník v Zirl, v roce 1829 v Císařsko královských listech pro Tyrolsko a Vorarlberg (Kaiserlich Königlich privilegierten Bothen von und für Tirol und Vorarlberg). Vystoupal na horu východním úbočím od městečka s trhovým právem,Telfs, aby tam provedl botanická studia. Přes západní hřeben, Westgrat, provedl první známý výstup horolezec Hermann von Bart a to od Leutasch, 31. srpna 1871. Nejobtížnější hřebenový úsek obešel po jižní straně rokle.

## Drama a televize
V roce 1990 mělo na Hohe Munde divadelní premiéru drama Munde od Felixe Mitterera. V roce 2009 byla v oblasti vrcholu Hohe Munde natočena epizoda televizního seriálu Tatort, Baum der Erlösung.